# 979

## Esdeveniments
- Es funda el parlament de l'Illa de Man.
- Roger I de Carcassona cedeix el Capcir a Oliba Cabreta per la força.

## Necrològiques
- 'Imran ibn Shahin, rei i fundador d'un estat a l'actual Iraq
- Eduard el màrtir, rei d'Anglaterra (o 978)